# نيا ميخانيونا
ني ميكانيونا (Νέα Μηχανιώνα) هي مدينة في ثيسالونيكي في مقاطعة فوريا إلادا في اليونان.